# Aneflomorpha longispina
Aneflomorpha longispina là một loài bọ cánh cứng trong họ Cerambycidae.